# Martin Dietrich (Politiker, 1929)
Martin Dietrich (* 18. Dezember 1929 in Stuttgart; † 19. August 2012 in Backnang) war ein deutscher Jurist und Kommunalpolitiker. Er war von 1966 bis 1986 Oberbürgermeister der Stadt Backnang und später Direktor im Evangelischen Oberkirchenrat der Evangelischen Landeskirche in Württemberg.

## Leben
Während seines Studiums wurde er 1950 Mitglied der Tübinger Burschenschaft Derendingia. Nach dem Studium der Rechtswissenschaften in Tübingen und der Zweiten juristischen Staatsprüfung trat er 1958 in die Innere Verwaltung des Landes Baden-Württemberg ein. Ab 1963 war er Beigeordneter und ab 1966 – als Parteiloser – Oberbürgermeister in Backnang. Nach seinem Ausscheiden aus dem Amt im Jahr 1986 folgte ihm Hannes Rieckhoff nach.
Ab 1986 war er Direktor im Oberkirchenrat und als Verwaltungschef damit juristischer Stellvertreter des Landesbischofs. Nach der Pensionierung 1994 war er weiter tätig als Vorsitzender des Ev. Presseverbandes in Württemberg.
Von 1988 bis 2000 war Dietrich zudem Richter am Staatsgerichtshof für das Land Baden-Württemberg, zunächst von 1988 bis 1997 als stellvertretendes Mitglied.

## Ehrungen
- Bundesverdienstkreuz am Bande (30. Mai 1985)[2]
- Bundesverdienstkreuz 1. Klasse (27. Januar 1986)[2]
- Großes Bundesverdienstkreuz (21. November 1994)[2]
- Ehrenbürger Backnangs
- Ehrenbürger von Backnangs Partnerstadt Annonay
- Martin-Dietrich-Allee in Backnang (2012)